# آنتونیو راییو
آنتونیو راییو (انگلیسی: Antonio Raíllo؛ زادهٔ ۸ اکتبر ۱۹۹۱) بازیکن فوتبال اهل اسپانیا است.
از باشگاه‌هایی که در آن بازی کرده‌است می‌توان به رئال بتیس، اسپانیول، و پومفرادینا اشاره کرد.